# Heath Blackgrove
Heath Blackgrove (né le 5 décembre 1980 à Oamaru) est un coureur cycliste néo-zélandais.

## Palmarès sur route

### Par années
- 1997
  -  Champion de Nouvelle-Zélande du contre-la-montre juniors
- 1998
  -  Champion de Nouvelle-Zélande sur route juniors
  -  Champion de Nouvelle-Zélande du contre-la-montre juniors
- 1999
  -  Champion de Nouvelle-Zélande du contre-la-montre espoirs
- 2000
  - 2e du championnat de Nouvelle-Zélande sur route espoirs
  - 2e de Le Race
- 2001
  -  Champion de Nouvelle-Zélande du contre-la-montre espoirs
- 2002
  - Le Race
  - 3e du Tour de Southland
- 2003
  -  Champion de Nouvelle-Zélande sur route
  - 1re étape du Tour de Southland (contre-la-montre par équipes)
  - 2e du Tour de Moselle
  - 2e du championnat de Nouvelle-Zélande du contre-la-montre
- 2004
  -  Champion de Nouvelle-Zélande sur route
  -  Champion de Nouvelle-Zélande du contre-la-montre
  - Tour de Vineyards (en) :
    - Classement général
    - 2e étape

  - Prologue du UAE International Emirates Post Tour
  - 2e du UAE International Emirates Post Tour
  - 2e du Challenge de Hesbaye
  - 3e de l'Archer Grand Prix
- 2005
  - Tour de Vineyards (en) :
    - Classement général
    - 2e et 3e étapes

  - 2e du Triptyque des Monts et Châteaux 
  - 2e du Tour du Jura
- 2006
  - 4e étape du Tour de Vineyards (en)
  - 1re étape de la Central Valley Classic
  - Classement général de la San Dimas Stage Race
  - Valencia Stage Race :
    - Classement général
    - 3e étape

  - 2e du Tour de Vineyards (en)
  - 2e de la Fitchburg Longsjo Classic
- 2007
  - Tour de Vineyards (en) :
    - Classement généra
    - 3e et 4e étapes

  - 6e étape de la Mount Hood Cycling Classic
  - 2e du championnat de Nouvelle-Zélande sur route
- 2008
  - Boulevard Road Race
  - Tobago Cycling Classic :
    - Classement général
    - 3e étape

  - 1re étape du Tour de Southland (contre-la-montre par équipes)
  - 2e du Tour de Vineyards (en)
  - 2e du championnat de Nouvelle-Zélande sur route
  - 3e du Tour de Southland
- 2009
  - 1re étape de La Primavera at Lago Vista
  - Mississippi GP :
    - Classement général
    - 1re et 3e étapes

  - Athens Twilight Criterium
  - 2e étape du Tour d'Austin
  - Classement général du Tour de Southland
- 2010
  - 2e de la Main Divide Cycle Race
- 2011
  - Megan Baab Memorial Road Race
  - 2e étape du Tour de New Braunfels
  - 2e étape de La Primavera at Lago Vista
  - 3e étape du Tour d'Austin
- 2012
  - Megan Baab Memorial Road Race
  - Matrix Challenge
  - King Of Moore Criterium
  - 1re étape du Hotter'N Hell Hundred
  - America's Choice Home Loans Criterium
  - Prologue du Tour de Southland (contre-la-montre par équipes)
- 2013
  - 1re étape de La Primavera at Lago Vista
  - Houston Grand Criterium
  - Tour d'Austin :
    - Classement général
    - 1re étape
- 2014
  - Megan Baab Memorial Road Race
  - 1re et 2e étapes de La Primavera at Lago Vista
  - Rouge Roubaix
  - 2e étape du Hotter'N Hell Hundred
- 2015
  - Megan Baab Memorial Road Race
  - Classement général de la Valley of the Sun Stage Race
  - 2e étape de La Primavera at Lago Vista
  - Lapeze & Johns Fayetteville Stage Race :
    - Classement général
    - 1re, 2e et 3e étapes
- 2017
  - 2e étape de La Primavera at Lago Vista

### Classements mondiaux
| Année            | 2005 | 2006 | 2007 | 2008 | 2009 | 2010 | 2011 | 2012 | 2013 | 2014 | 2015 |
| ---------------- | ---- | ---- | ---- | ---- | ---- | ---- | ---- | ---- | ---- | ---- | ---- |
| UCI America Tour |      |      |      |      |      |      |      | 221e |      |      | 404e |
| UCI Europe Tour  | 296e |      |      |      |      |      |      |      |      |      |      |
| UCI Oceania Tour |      | 116e | 21e  | 18e  | 18e  | 5e   |      |      |      |      |      |

## Palmarès sur piste

### Coupe du monde
- 2003
  - 1er de la poursuite par équipes à Sydney

### Championnats de Nouvelle-Zélande
- 2006
  -  Champion de Nouvelle-Zélande de poursuite par équipes (avec Marc Ryan, Hayden Roulston et James Fairweather)
  - 3e de l'américaine